# Блемкер, Рэй
Рэймонд Блемкер (англ. Raymond Blemker, 9 августа 1937, Хантингберг, Индиана — 15 февраля 1994, Эвансвилл, Индиана) — американский бейсболист, питчер. Выступал в Главной лиге бейсбола в составе «Канзас-Сити Атлетикс».

## Карьера
Блемкер родился в городе Хантингберг. Во время учёбы в школе он занимался бейсболом, баскетболом и американским футболом. После окончания школы Рэй поступил в Технологический институт Джорджии. Он был капитаном студенческой баскетбольной команды, набрал в её составе 1 266 очков. В качестве питчера бейсбольной команды с 1957 по 1959 год Блемкер выиграл восемнадцать матчей чемпионата NCAA.
В 1959 году он окончил институт и начал выступления в составе команды «Су-Сити Сус». На следующий год Рэй дебютировал в Главной лиге бейсбола, но сыграл за «Канзас-Сити Атлетикс» всего в одном матче. В сезонах 1961 и 1962 годах Блемкер играл в фарм-клубах «Атлетикс». Скауты хорошо оценивали его способности, но после завершения чемпионата в 1962 году он решил завершить выступления, чтобы больше времени проводить с семьёй. После завершения карьеры он жил в Хендерсоне, работал следователем Департамента труда. В свободное время Рэй тренировал детей.
Рэй Блемкер умер от лейкемии 15 февраля 1994 года. В 2001 году он был включён в Зал бейсбольной славы штата Индиана.